# 中野方蔵
中野 方蔵（なかの ほうぞう、1835年4月7日（天保6年3月10日） - 1862年6月22日（文久2年5月25日））は、江戸時代後期（幕末）の佐賀藩士。名は晴虎。号は臥虎。贈従五位。

## 経歴
天保6年（1835年）、佐賀城外西堀端に佐賀藩士で鉄砲組頭、中野武明の子として生まれる。藩校弘道館に学ぶ。また、国学者の枝吉神陽に感化され勤皇思想に傾倒し、神陽が結成した義祭同盟にも参加した。後に藩命で江戸の昌平黌に遊学し、久坂玄瑞ら尊攘派の志士たちと交流を深めた。さらに大橋訥庵に師事し、多賀谷勇らと輪王寺宮の擁立運動を図るが未遂に終わった。
文久2年（1862年）、大橋訥庵に通じていた水戸藩過激派による坂下門外の変が起こると、方蔵もこの件への関与を疑われ逮捕、投獄された。義祭同盟の盟友で親友でもあった江藤新平や大木喬任らが藩に働きかけ、幕府に助命と身柄の引き渡しを求めたが叶わず、5月25日、伝馬町の獄舎で病死した。28歳。なお親友の方蔵の死報に接した江藤は「中野已に斃る。吾人にして起たずんば誰か復其志を継ぐものあらんや」と脱藩を決意したという。
墓所は佐賀市伊勢町の大覚寺。1911年（明治44年）従五位を追贈された。

## 参考資料
- 星原大輔 『江藤新平の明治維新 -「東京奠都の議」を中心に-』（論文）
- 相馬由也 『中野方蔵先生』（私家版、1936年）